# موسى العمودي
موسى محمد العمودي مواليد 10 مايو 1997 في ، السعودية، هو لاعب كرة قدم سعودي يلعب حالياً لنادي الكوكب في الجناح الأيمن.

## مسيرة اللاعب
لعب مع نادي القادسية في الفئات السنية و بعدها لعب مع نادي النهضة ونادي الأنصار ونادي الانتصار ونادي الكوكب.